# Criodion dejeani
Criodion dejeani är en skalbaggsart som beskrevs av Charles Joseph Gahan 1892. Criodion dejeani ingår i släktet Criodion och familjen långhorningar. Inga underarter finns listade i Catalogue of Life.